# MotoGP 09/10
MotoGP 09/10 es un videojuego de carreras, parte de la serie MotoGP. Está disponible en Xbox 360 y PlayStation 3.

## Modos de juego

### Modo de carrera
MotoGP 09/10cuenta con 4 modos, el primero de ellos es el Modo Carrera. Los jugadores toman el control de su carrera dentro y fuera de la pista compitiendo en carreras y contratando ingenieros, gerentes de equipo y oficiales de prensa para ayudarlos a avanzar en su carrera como profesionales y, en última instancia, ganar el Campeonato Mundial de MotoGP. Demostrar sus habilidades de conducción en la pista a través de adelantamientos, rebufos y exhibiciones será recompensado con puntos de reputación de ciclista. Presionar demasiado puede ser perjudicial ya que las colisiones y choques reducirán la bonificación de reputación al final de cada carrera. Cuantos más puntos de reputación de piloto ganen los jugadores, más atractivos se vuelven para otros fabricantes, patrocinadores y empleados. El equipo del jugador también investigará mejoras para una bicicleta existente para aumentar su rendimiento. A medida que los jugadores comienzan en 125 cc, pueden actualizar su equipo a la serie 250 cc/Moto2 y, finalmente, a la serie MotoGP. El modo carrera tiene un número ilimitado de años que permite a los jugadores continuar el modo carrera indefinidamente.

### Modo campeonato
Los jugadores pueden competir en campeonatos de 125cc, 250cc/Moto2 y MotoGP de las temporadas 2009 y 2010 a medida que se desarrolla. La IA realista emulará un verdadero paquete de carreras con diferentes estilos de conducción y ritmo, lo que hace de este un modo desafiante para todos los fanáticos de GP.

### Arcade
Los jugadores deben demostrar su habilidad para permanecer en la carrera mientras compiten para terminar una temporada completa en la clase 125, 250/Moto2 o MotoGP antes de quedarse sin tiempo. Cada vuelta, sección limpia, adelantamiento y velocidad máxima alcanzada recompensará a los jugadores con más tiempo, pero si se sale de la pista o si lo adelantan, se descontará el tiempo del total del jugador y las posibilidades de vivir el sueño de MotoGP se acabarán.

### Online
Compite contra otros ciclistas de todo el mundo en el modo multijugador en línea. Puede haber hasta 20 bicicletas en una carrera.

### Banda sonora
El juego tiene una banda sonora con productores contemporáneos de break-beat, dub-step y drum and bass, y también artistas de rock (proporcionada por Platinum Sound Publishing):
- Torche: Healer
- Freeland: Best Fish Tacos in Ensenada
- Freeland: Under Control
- Subsource: The Ides
- Eighties B-Line: Love Turns to Hate
- Plump DJ's: Rocket Soul
- White Lies: Death (Chase and Status Remix)
- Home Video: Confession (of a Time Traveller)
- Boom Boom Satellites: Kick it Out
- Boom Boom Satellites: Morning After
- State of Mind: Sunking
- Vacation: Make Up Your Mind
- Curve: Want More Need Less
- Evil Nine: Twist the Knife (feat Emily Breeze)

## Lanzamiento

### Demo
Se anunció el lanzamiento de una demostración en Xbox Live Marketplace aproximadamente 1 mes antes del lanzamiento, lo que le daría un lanzamiento en febrero. La demo consiste en un Modo Campeonato simplificado que se limita a la clase de 125cc y al Circuito de Mugello. También contiene el modo Arcade de Moto2 de 600 cc y el modo de contrarreloj de MotoGP de 800 cc. La demostración se lanzó el 4 de marzo de 2010 en Xbox 360 y PS3.

### Contenido descargable
Capcom anunció dos paquetes DLC gratuitos que se lanzarán en algún momento después del lanzamiento del juego. El primer paquete contiene la clase de motos de 800cc con todas las motos, pilotos y diseños de los equipos, así como la nueva pista para la temporada 2010 de MotoGP, el nuevo Circuito de Silverstone. El segundo paquete incluye todas las actualizaciones de las motos, los pilotos y los colores de los equipos para las clases de motos de Moto2 y 125cc, lo que brinda a los jugadores nuevos datos de MotoGP 2010 mucho antes que nunca.

## Recepción
El juego recibió críticas "promedio" en ambas plataformas según el sitio web de agregador de reseñas Metacritic.